# Zespoły petroglifów w mongolskim Ałtaju
Zespoły petroglifów w mongolskim Ałtaju – kompleks prehistorycznych petroglifów w Mongolia, wpisany na listę światowego dziedzictwa UNESCO w 2011 roku.   

## Historia
Zachowane ryty i nagrobki odkryto na terenie trzech stanowisk archeologicznych, są to: Tsagaan Salaa-Baga Oigor (Ulaanchus), Górny Tsagaan Gol i Aral Tolgoi (Cengel). Wszystkie są położone w wysoko położonych górskich dolinach. Precyzyjne datowanie tego typu znalezisk jest trudne, jednak najwcześniejsze petroglify datowane są na 11 000–6000 lat p.n.e., powstały w czasach, gdy Ałtaj był częściowo zalesiony, a zamieszkujący go ludzie zajmowali się łowiectwem. Stopniowe przechodzenie terenu w step zostało oddane w petroglifach środkowego holocenu (6000–4000 lat p.n.e.). Koczowniczy tryb życia związany z przejściem z łowiectwa na pasterstwo został po raz pierwszy przedstawiony na rytach z początku początku pierwszego tysiąclecia p.n.e. Wizerunki powstawały także w okresie scytyjskim oraz w czasach tureckich, tj. VII–VIII w. n.e.
Zespół petroglifów z Ałtaju stanowi najlepiej zachowany i najkompletniejszy tego typu ślad działalności człowieka w Azji Centralnej i Północnej.
Trzy stanowiska archeologiczne znajdują się pod ochroną państwową od 2008 roku, a Górny Tsagaan Gol znajduje się na terenie Parku Narodowego Ałtaj-Tawanbogd, który utworzono w 1996 roku. Wpisano je na listę światowego dziedzictwa UNESCO w 2011 roku; obszar wpisu wyniósł 11 300 ha, a powierzchnia buforowa to 10 700 ha. Są to miejsca trudne do odwiedzenia, nie prowadzą do nich utwardzone drogi, co zresztą wpłynęło na ich doskonały stan zachowania.

## Charakterystyka
Zachowały się tysiące petroglifów, profesor Richard Kortum naliczył ich 12 000. Zostały wykute w skale macierzystej. Przedstawiają one m.in. konie z jeźdźcami i bez, kobiety, powozy, irbisy śnieżne, koziorożce, jelenie. Przedstawienia pod względem stylistycznym cechuje różnorodność, część z nich jest realistyczna, a część stylizowana.